# Julian Pyz
Julian Pyz (ur. 12 lutego 1895 w Urzędowie, zm. 27 marca 1987 w Warszawie) – polski samorządowiec, działacz społeczny, polityk, burmistrz Kraśnika, poseł na Sejm IV kadencji w II Rzeczypospolitej.

## Życiorys
Był synem Piotra i Franciszki z Cieślickich. Jako 10-letni uczeń brał udział w strajku szkolnym w 1905 roku przeciw rusyfikacji. Ukończył czteroklasowe gimnazjum (Szkołę Jagiellońską w Urzędowie) i kursy buchalteryjne w Warszawie (1913–1914). Jako wolny słuchacz uzyskał świadectwo dojrzałości.
Od 1 sierpnia 1909 roku pracował w sądzie gminnym w Urzędowie, następnie, w okresie 1 września 1912 – 31 maja 1913 roku jako sekretarz. Od 1914 roku pracował w Towarzystwie Akcyjnym Handlu i Żeglugi w Warszawie, a w okresie 13 stycznia 1916 – 31 maja 1920 roku jako sekretarz magistratu w Kraśniku;
W 1916 roku wstąpił do urzędowskiego oddziału POW, a w 1918 roku współorganizował jego wymarsz do Kraśnika w celu opanowania koszar wojsk austriackich i zdobycia broni, zakończony sukcesem. Brał udział w rozbrajaniu okupantów w innych miejscowościach powiatu, następnie wstąpił do Wojska Polskiego i uczestniczył w latach 1919–1921 w wojnie polsko-bolszewickiej.
Po wyjściu z wojska pracował w Syndykacie Rolniczym (1 marca 1921 – 15 listopada 1923) i w oddziale kraśnickiego Banku Ziemiańskiego w Warszawie (16 listopada 1923 – 24 grudnia 1924). W okresie 1 stycznia – 31 lipca 1925 roku pracował jako lustrator Związku Rewizyjnego Polskich Spółdzielni Rolniczych, następnie od 1926 roku jako kierownik, później dyrektor Kasy Spółdzielczej im. Stefczyka w Kraśniku do 31 lipca 1934 roku. W latach 1934–1937 był burmistrzem Kraśnika.
Pełnił wiele funkcji społecznych, był m.in.: członkiem rady nadzorczej Komunalnych Kas Oszczędności, prezesem Stowarzyszenia Spółdzielczego „Przyszłość” i działaczem Związku Strzeleckiego w Kraśniku.
W wyborach parlamentarnych w 1935 roku został wybrany posłem na Sejm IV kadencji (1935–1938) 13 967 głosami z okręgu nr 34, obejmującego powiaty: puławski i janowski. Pracował w komisji zdrowia publicznego i opieki społecznej.
W czasie pełnienia funkcji posła istotnie przyczynił się do lokalizacji w ramach COP fabryki zbrojeniowej w Dąbrowie-Bór w odległości 5 km od Urzędowa.
W czasie II wojny światowej po wrześniu 1939 roku Julian Pyz był współorganizatorem Służby Zwycięstwu Polski w obwodzie janowskim (jesienią 1939 roku był członkiem Rady Politycznej przy komendzie obwodu SZP w Janowie Lubelskim i zastępcą komendanta do spraw cywilnych). Został zdekonspirowany w styczniu 1940 roku, ale przedostał się na Kujawy, a później do Warszawy, działając tam w konspiracji do końca wojny.
Po zakończeniu wojny Julian Pyz wrócił do Kraśnika, gdzie został dyrektorem Banku Rolnego. Był inwigilowany przez UB, opuścił Kraśnik i pracował w ruchu spółdzielczym w województwie bydgoskim i warszawskim, również i po przejściu na emeryturę w 1960 roku. Zmarł w Warszawie i został pochowany na cmentarzu Bródnowskim (kwatera 26F-2-24).